# California Sun
California Sun, skriven av Henry Glover och Morris Levy, är en sång som ursprungligen framfördes av Joe Jones 1961. Jones version blev bara en mindre framgång och stannade på plats 89 på Billboardlistan. California Sun blev en mycket större hit i en coverversion av The Rivieras, utgiven tidigt 1964. Med en femteplats på Billboardlistan blev den gruppens största hitsingel. I Sverige blev den också mycket populär och nådde högre listplacering än i USA. Däremot gick den obemärkt förbi i Storbritannien där den inte listnoterades. Rivieras version spelas i en av de sista scenerna i filmen Good Morning, Vietnam från 1989.

## Coverversioner
- The Rivieras 1964
- The Royal Waterford Showband 1969
- Rockgruppen The Dictators från New York framförde sången på sitt album "The Dictators Go Girl Crazy"  1975.
- Sången framfördes av The Ramones 1977 på deras album "Leave Home". Sången finns också med i filmen Rock 'n' Roll High School. Sången finns också på diverse samlingsalbum, som All the Stuff (And More!) Volume 1, och Hey Ho! Let's Go: The Anthology.
- 1994 spelade Dick Dale in en cover på den på sitt album Unknown Territory.
- Den svenske rockartisten och komikern Eddie Meduza har spelat in en cover på sången på bandet "Dom 21 värsta" från 1982.
- Wasa Express spelade in en cover på låten på albumet On With the Action.

## Svenska översättningar
California Sun har spelats in med flera olika svenska texter:
- 1975 spelade Kungälvsbandet Streaplers in den med titeln King River Rock på albumet Bugga 1975. 2007 spelade Larz-Kristerz in samma version på albumet Stuffparty 3.
- En annan version, med text på svenska av Per Gessle, spelades in av den svenska popgruppen Gyllene Tider med titeln Tylö Sun och släppte den som enspårig promosingel den 14 augusti 1981.[1]
- En textversion skrevs 2006 av Svante Karlsson, Varje dag som går älskar vi HBK, som kampsång för den svenska fotbollsklubben Halmstads BK.

## Listplaceringar The Rivieras
| Lista (1964) | Position              |
| ------------ | --------------------- |
| Finland      | 31                    |
| Sverige      | 2 (Kvällstoppen)      |
| Sverige      | 1 (Tio i topp)        |
| USA          | 5 (Billboard Hot 100) |
| Västtyskland | 15                    |

### Fotnoter
1. ↑  ”Gyllene Tider”. Arkiverad från originalet den 5 oktober 2013. https://web.archive.org/web/20131005002458/http://www.gyllenetider.com/lang_eng/c_disco_items.html?single_tylosun. Läst 15 maj 2011.
2. ↑  ”Winbox”. https://winboxplay.my/. Läst 21 september 2024.
3. ↑  Hallberg, Eric (1993). Kvällstoppen i P3 (1:a uppl.). ISBN 91-630-2140-4
4. ↑  Hallberg, Eric (1998). Tio i topp - med de utslagna på försök 1961-74 (1:a uppl.). ISBN 91-972712-5-X
5. ↑  ”Listplacering”. https://www.billboard.com/charts/hot-100/1964-02-29. Läst 27 februari 2021.
6. ↑  ”Listplacering”. http://www.charts-surfer.de/. Läst 27 februari 2021.